# F.M.
F.M. (ros. Ф. М.) – trzecia, dwutomowa powieść Borisa Akunina z cyklu Przygody magistra (ros. Приключения магистра).

## Tytuł
Rozszyfrowanie akronimu F.M. ma szesnaście wariantów – każdy rozdział książki ma tytuł składający się z dwóch słów, z których pierwsze zaczyna się na literę „F”, drugie na literę „M” i czytelnik może wybrać, które rozwinięcie jest najbardziej pasującym. W tłumaczeniu na język polski rozwinięcia akronimu jako tytuły rozdziałów zostało zachowane.

## Fabuła
F.M opowiada o przygodach Nicolasa Fandorina, wnuka Erasta Fandorina. Nicolas jako Anglik zamieszkał w Moskwie i prowadzi własną firmę konsultingową. W kręgu jego zainteresowań jako, magistra historii, są stare dokumenty, które skupuje. Przez przypadek w jego ręce trafia fragment przeznaczonego do sprzedaży nieznanego rękopisu Fiodora Dostojewskiego (utracony wariant „Zbrodni i kary”). Okazuje się jednak, że cena rękopisu jest na tyle wysoka, że ktoś jeszcze zabiega o zgromadzenie całości. Przeciwnik jest bardzo sprytny i nie przebiera w środkach by osiągnąć cel.
W powieści została podana zagadka dla czytelników, rozwiązując którą można było otrzymać sygnet z prawie czterokaratowym brylantem. Jednak konkurs uległ zakończeniu, zagadka nie została odgadnięta i zapadła decyzja by sygnet sprzedać na aukcji.